# Vasilissa Olga (D15)
«Васілісса Ольга» (D15) (англ. Vasilissa Olga (D15), грец. ΒΠ Βασίλισσα Όλγα (D-15) — військовий корабель, ескадрений міноносець типу «G» Королівських військово-морських сил Греції за часів Другої світової війни.
«Васілісса Ольга» був закладений 1 лютого 1937 на верфі компанії Yarrow Shipbuilders, Глазго. 4 лютого 1939 увійшов до складу Королівських ВМС Греції.